# خير النساج
خير النساج واسمه أبو الحسن مُحَمَّد بن إِسمَاعِيل السامريّ، (202 هـ/817 - 322 هـ/934)، أحد علماء أهل السنة والجماعة ومن أعلام التصوف السني في القرن الرابع الهجري، وصفه الذهبي بأنه: «الزاهد الكبير، له أحوال وكرامات»، كان أصله من مدينة سامراء، وأقام في بغداد، وكان أسود اللون، وكان اسمه محمد بن إسماعيل السامري ويقال إنه حج، فأخذه رجل بالكوفة وقال: «أنت عبدي، واسمك خير»، فما نازعه بل انقاد معه، فاستعمله مدة في النساجة، فسُميّ خيراً النساج.

## شيوخه وتلاميذه
صحب أبا حمزة البغدادي والجنيد، وحكى عنه أحمد بن عطاء الروذباري ومحمد بن عبد الله الرازيتاب، وقد تاب في مجلسه إبراهيم الخواص وأبو بكر الشبلي، وكان من أقران أبو الحسين النوري.

## وفاته
توفي خير النساج سنة 322 هـ، وقد عمّر قرابة مائة عام، وقد نُقِل عمن حضر موت خير النساج أنه لما حضرته صَلَاة المغرب أغمي عليه ثمَّ فتح عَينيه وأشار إِلى نَاحيَة بَاب البَيت وَقالَ: «قف عافاك الله إِنَّمَا أَنْت عبد مَأْمُور وَأَنا عبد مَأْمُور وَمَا أمرت بِهِ لَا يفوتك وَمَا أمرت بِهِ يفوتني فَدَعْنِي أمضي فِيمَا أمرت بِهِ ثمَّ امْضِ لما أمرت بِهِ»، فَدعا بمَاء فَتوضّأ وصلّى ثم تمدد وغمض عَينيهِ وَتشهد ومات.

## من أقواله
- الصّبر من أَخلاق الرّجال والرّضا من أخلَاق الكرام.[2]
- مِيرَاث أفعالك مَا يَلِيق بأفعالك فاطلب مِيرَاث فَضله فَإِنَّهُ أتم وَأحسن قَالَ الله تَعَالَى ﴿قل بِفضل الله وبرحمته فبذلك فليفرحوا هُوَ خير مِمَّا يجمعُونَ﴾.[2]
- الخوف سوط الله، يقوم به أنفسا قد تعلمت سوء الأدب، فمتى أساءت الجوارح الأدب فهو من غفلة القلب وظلمة السر.[4]